# (35016) 1981 EC7
(35016) 1981 EC7 es un asteroide perteneciente al cinturón exterior de asteroides, descubierto el 6 de marzo de 1981 por Schelte John Bus desde el Observatorio de Siding Spring, Nueva Gales del Sur, Australia.

## Designación y nombre
Designado provisionalmente como 1981 EC7.

## Características orbitales
1981 EC7 está situado a una distancia media del Sol de 3,955 ua, pudiendo alejarse hasta 4,426 ua y acercarse hasta 3,484 ua. Su excentricidad es 0,119 y la inclinación orbital 7,837 grados. Emplea 2873,36 días en completar una órbita alrededor del Sol.

## Características físicas
La magnitud absoluta de 1981 EC7 es 13,6. Tiene 11,774 km de diámetro y su albedo se estima en 0,051. 